# Rinópolis
Rinópolis é um município brasileiro do estado de São Paulo. Localizado na zona fisiográfica Pioneira, o município de Rinópolis deriva de um povoado desenvolvido na fazenda Guataporanga, situada na beira esquerda do Aguapeí. Esta propriedade foi adquirida em 1927, pelo coronel Eugênio Rino e seus filhos, que pretendiam colonizá-la.
Para tanto, reservaram o terreno compreendido entre o ribeirão Itaúna e o córrego Bri para o início do povoado, que, já em 1937, se tornava distrito de paz do município de Araçatuba, com o nome de Rinópolis, que significa, literalmente,  "Cidade (pólis, do grego) do Rino" - no caso, sobrenome do fundador do município.
Ao tempo de sua emancipação, Rinópolis pertencia ao município de Tupã. Rinópolis emancipou-se em 30 de novembro de 1944.
Possui um feriado municipal de aniversário da cidade, sendo no dia 04 de outubro.

## História
O desbravamento do território de Rinópolis foi marcado por grandes dificuldades, em virtude das barreiras oferecidas pela exuberância da mata virgem que dominava a região.
Em 1927, a empresa proprietária da extensa gleba de terras na margem esquerda do rio Aguapeí ou Feio, Hélio Piza e irmão, colocou à venda 126.000 alqueires, despertando o interesse de Eugênio Rino que, de Pirajuí, mandou seus filhos Domingos e Eugênio Rino Filho, seu genro, Francisco Nascimento Silva e o representante de Hélio Piza, Orozimbo Durval, a fim de examinarem a fertilidade do solo.
Após a informação, Eugênio Rino, adquiriu 2745 alqueires, contratando o Engenheiro Marcondes Filho para a demarcação das mesmas.
Em virtude de doença, outro profissional prosseguiu os trabalhos, desaparecendo contudo na mata.
Mandou então Eugênio Rino, novamente e seus filhos e genro à procura do engenheiro, encontrando-o quatro dias após, atravessarem o rio Feio e descerem o Ribeirão Itaúna, onde este recebe as águas do Córrego Bri.
Neste local iniciaram um povoado, atraindo outros interessados, como Luiz Wolff e Antônio Rodrigues da Cunha, que com os Rino e uma turma de trabalhadores abriram, em 1928, uma estrada para Piacatu, facilitando a penetração de inúmeras famílias.
Em 1932, o Coronel Eugênio Rino, loteou o espigão divisor de águas entre os córregos da Andorinha, Itaqui e o Ribeirão Itaúna, do qual são afluentes, estabelecendo-se aí o patrimônio batizado de Rinópolis, em homenagem ao proprietário e fundador.
A ligação de Rinópolis com a Cia. Paulista de Estrada de Ferro e interligação com a Sorocabana e mesmo com outras povoações vizinhas se fez graças à cooperação de seus habitantes que, em todas as oportunidades, atenderam aos apelos dos fundadores.

## Geografia
Rinópolis está localizado no Oeste do Estado, Latitude 21 graus 43 33 sul, Longitude: 50 graus 43 20 Oeste; Altitude: 525 metros; Distância da capital: 525 quilômetros (rodovia), 480 quilômetros (linha reta); Limites: Ao norte com Piacatu e Santópolis do Aguapeí; ao sul com Parapuã; leste com Iacri e; a oeste com Osvaldo Cruz.
Localizada numa planície, sendo o Rio Aguapeí (ou Feio), sua principal artéria fluvial, tem  relevo com largas ondulações em grande parte formando extensas planícies, com solo de predominância arenosa, aluviais e massapé.
Seu solo é constituído de 3 faixas principais de solo que se estendem no sentido sudeste - noroeste do Estado de São Paulo. De norte para sul na porção setentrional do município, encontramos a primeira delas: da era mesozóica, triássico ou jurásico constituído de rochas eruptivas básicas. A segunda faixa que corre em contiguidade com a anterior, em seus limites meridionais, orientais e ocidentais é constituída de terras da mesma era, com a mesma divisão e são do tipo botucatu e pirambóia. Na região central, ocidental oriental e meridional encontramos ainda da era mesozóica o terreno caiácretáceo.
Distante 525 km de São Paulo, com acesso pela Rodovia Castelo Branco SP-280 posteriormente acesso a Botucatu no km 209 e SP-300 Rodovia Marechal Rondon. O acesso ao município é feito a partir da SP-425.

## Infraestrutura

### Comunicações
O sistema de telefones automáticos foi inaugurado na cidade em 1981 pela Telecomunicações de São Paulo (TELESP), que também implantou o sistema de discagem direta à distância (DDD) em 1981 com o código de área (0189). Anteriormente a cidade era atendida pela Cia. Telefônica Alta Paulista.
Na década de 90 o código DDD da cidade foi alterado para (018), para padronização do sistema telefônico com a telefonia celular que estava sendo implantada em todo o estado.

## Religião
O Cristianismo se faz presente na cidade da seguinte forma:

### Igreja Católica
- A igreja faz parte da Diocese de Marília.[10]

### Igrejas Evangélicas
- Assembleia de Deus Ministério do Belém.[11][12]
- Congregação Cristã no Brasil.[13]